# Chief Joseph

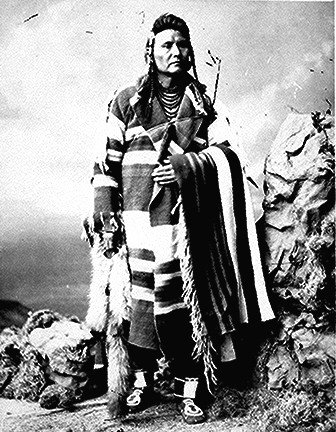
Chief Joseph przed rokiem 1877

Chief Joseph, właśc. Hinmaton-yalatkit, pol. Grom Nad Górami (ur. 1840 jako syn wodza Józefa starszego, zm. 21 września 1904) – wódz indiańskiego plemienia  Nez Percé (z fr. Przekłute Nosy) (nazwa własna: Nimíipuu), zamieszkującego tereny Wallowa Valley. Miał około 190 cm wzrostu. Był trzykrotnie żonaty, ale z jego 9 dzieci przeżyła tylko 1 córka. 
Nazwa plemienia, nadana przez francuskich traperów, pochodzi od wydrążonych kłów zwierzęcych umieszczanych przez Indian w nosach. Nez Perce żyli w zgodzie z białymi i szczycili się, że nie przelewali ich krwi. Tak było do 1877, kiedy wojsko pod dowództwem gen. Olivera Howarda siłą zaczęło usuwać Indian z ich ziemi, chcąc umieścić ich w rezerwacie Lapwai. Doszło do wojny, której bezpośrednią przyczyną stał się jednak atak młodych wojowników (dokonany bez wiedzy wodzów) na okolicznych farmerów. 9 sierpnia 1877, gdy pod Ruby Creek obóz Nez Percé zaatakował  oddział pułkownika Johna Gibbona. W czasie snu zamordowano 83 Indian. Zwłoki poległych Nez Percé zostały po bitwie wykopane przez towarzyszących Howardowi indiańskich zwiadowców z plemienia Banoków, a następnie oskalpowane. 
Po bitwie Chief Joseph usiłował przedostać się do Kanady. Otoczony przez wojsko (od 30 września 1877 płk. Nelsona Milesa, do którego 4 października dołączył gen. Howard) skapitulował w Górach Niedźwiedziej Łapy 5 października. Wbrew obietnicom Indianie nie zostali odesłani do Lapwai, lecz zostali wysłani do Kansas, do Fortu Leavenworth. Żyli w charakterze jeńców wojennych na bagnistej równinie. Chorowali i umierali. Po śmierci setki Indian, pozostali przy życiu zostali przetransportowani na Terytorium Indiańskie. Potem niektórzy dostali zgodę na życie w Lapwai, reszta uznana za niebezpiecznych wraz z Chiefem Josephem została umieszczona w Nespelem w rezerwacie Colville w stanie Waszyngton, gdzie wódz umarł.
Ze względu na niebywałe wyczyny militarne Nez Percé (przebyli w 1877 ponad 2700 km, mając tylko 191 wojowników, w tym 50 doświadczonych, tocząc 14 bitew oraz potyczek) Chiefa Josepha nazwano „czerwonoskórym Napoleonem”, przypisując mu dowodzenie we wszystkich bitwach i wpływ na całe plemię, choć nigdy wcześniej nie uczestniczył w żadnej bitwie i tylko raz polował na bizony. Nie umniejsza to jednak w żaden sposób jego odwagi, zdolności strategicznych, wielkoduszności i daru wymowy. Równie wielką rolę w wojnie 1877 odgrywali wodzowie Zwierciadło, Głodny Łoś i przyrodni brat Chiefa Josepha, Olikut (czyli Żaba), którzy jednak zginęli w Górach Niedźwiedziej Łapy.
Fragment mowy kapitulacyjnej Chiefa Josepha z 5 października 1877 roku zapisanej przez korespondenta „Harper's Weekly” wykorzystał szwedzki zespół Rednex w przeboju Spirit of the Hawk z roku 2000.